# George Ogăraru
George Cristian Ogăraru (Bucarest, 3 febbraio 1980) è un ex calciatore rumeno, che giocava come difensore destro.

## Carriera
Tra il 1998 e il 2000, e tra il 2002 e il 2006 Ogăraru ha militato nella Steaua Bucarest, vincendo la Coppa di Romania nel 1999 e il campionato rumeno nel 2005 e nel 2006. Nella stagione 2000-2001 è andato in prestito al CSM Reşiţa, squadra di Divizia B (la Serie B rumena) mentre in quella successiva ha giocato nell'Oţelul Galaţi. Ha preso parte a 125 partite di Divizia A, realizzando 4 reti, e a 25 match di Divizia B, segnando una sola volta. Nel 2005 ha anche fatto il proprio debutto con la Nazionale rumena.
Nella sessione estiva del calciomercato 2006 Ogăraru è stato acquistato dall'Ajax per $ 4milioni. Nella prima stagione con i Lancieri ha vinto due trofei, prima il Johan Cruijff-schaal (la Supercoppa olandese) e, in seguito, la KNVB beker, dopo aver battuto l'AZ Alkmaar in finale ai rigori. Nel 2007 i biancorossi hanno rivinto il Johan Cruijff-schaal, nella gara d'apertura della stagione olandese.
Nel calciomercato dell'estate 2008 si è trasferito in prestito alla Steaua Bucarest, per poi tornare nei Paesi Bassi, sempre all'Ajax, nell'estate 2009.
Passa nel estate del 2010 al Sion.

## Palmarès

### Club

#### Competizioni nazionali
- Campionato rumeno: 2

Steaua Bucarest: 2005-2006, 2006-2007
- Coppa di Romania: 1

Steaua Bucarest: 1998-1999
- Coppa dei Paesi Bassi: 1

Ajax: 2006-2007
- Supercoppa dei Paesi Bassi: 2

Ajax: 2006, 2007
- Coppa Svizzera: 1

Sion: 2010-2011